# Tachina amurensis
Tachina amurensis är en tvåvingeart som först beskrevs av Zimin 1929.  Tachina amurensis ingår i släktet Tachina och familjen parasitflugor. Inga underarter finns listade i Catalogue of Life.